# Marc Copland
Pour les articles homonymes, voir Copland.
Marc Copland est un pianiste et saxophoniste de jazz américain né le 27 mai 1948 à Philadelphie.

## Biographie

### Débuts
Marc Copland commence à prendre des cours de piano à 7 ans, mais arrête immédiatement à 10 ans quand son école lui proposa des cours de saxophone.
Au saxophone alto, Copland participe activement à la scène musicale de Philadelphie dès le début des années 1960, apprenant et jouant avec son ami Michael Brecker. En 1965 il étudie brièvement l'harmonie avec Romeo Cascarino, ainsi que la composition avec Meyer Kupferman et le saxophone avec Joseph Allard, tous deux à New York.
En 1966, Copland déménage à New York pour suivre les cours de l'Université Columbia.
Il fréquente la scène musicale à New York, qui s'est émancipée des jazz clubs pour s'installer dans des lofts partout dans la ville. Il fait partie, avec John Abercrombie et Glen Moore, du Chico Hamilton Quartet. Il commence à expérimenter l'électronique sur son album électrique Friends, avec John Abercrombie, Clint Houston et Jeff Williams. Ce disque, qui a obtenu 5 étoiles dans Down Beat magazine, est petit à petit devenu culte.

### Au piano
Copland écrit une musique avec des accords de plus en plus complexes, qui lui réclament une approche différente de celle au saxophone. En 1973, il décide de se mettre au piano.
Durant la décennie suivante, Copland travaille le piano, comme un débutant, à Washington. Il accompagne occasionnellement des musiciens de passage, tels que Randy Brecker, Bob Berg, Art Farmer, Curtis Fuller, Tom Harrell, David Liebman ou encore Gary Peacock. Il a également son propre groupe avec lequel il joue dans des clubs locaux.
Au début des années 1980, Marc Copland retourne à New York. Il joue avec Joe Lovano, Herbie Mann, James Moody, John Scofield... ainsi qu'avec son propre groupe. En apprenant que le label japonais Jazz City cherche 10 pianistes américains, Copland envoie une cassette au guitariste et producteur Yoshiake Masuo. Il est d'abord refusé, Masuo lui expliquant qu'il a déjà trouvé les 10 pianistes nécessaires, mais quelques semaines plus tard, après la défection d'un musicien, Masuo le rappelle et lui offre son premier enregistrement en tant que pianiste leader, My Foolish Heart, en 1988.
Copland enregistre deux autres albums avec le même label, All Blues At Night (1992) et Songs Without End (1994)
Ses concerts en trio et quartet sont plus fréquents, et il commence à tourner aux États-Unis avec Gary Peacock et Bill Stewart puis Billy Hart.
Sur la recommandation de Peter Erskine et John Abercrombie, Copland enregistre avec Vince Mendoza et rencontre à cette occasion le producteur Takao Ogawa. Il en résultera en 1995 Stompin’ with Savoy avec un quintet « all-star » comprenant des amis de Philadelphie comme Randy Brecker et Bob Berg. Ses précédents albums ayant été très mal distribués aux États-Unis, cet album est le premier à être remarqué par la presse américaine. Le groupe tourne pendant trois ans dans tout le pays.
Il tourne à partir du milieu des années 1990 en Europe, d'abord en duo avec John Abercrombie puis en trio et quartet. Des labels européens commencent à s'intéresser à lui.

### En Europe
En 2001, le producteur français Philippe Ghielmetti entend Copland en trio à Paris et invite Copland à enregistrer son premier album solo, Poetic Motion, sur lequel ne figurent que des compositions de Copland. L'album est construit autour de poèmes de Bill Zavatsky. Trois ans plus tard, Copland récidive sur le label suisse Hatology (Time Within Time, 2005). Ces albums permettent à Copland de montrer son approche unique de la musique.
Il enregistre des duos avec Tim Hagans, Vic Juris, David Liebman, Greg Osby, Gary Peacock et Bill Carrothers, remettant au goût du jour cette formule assez peu utilisée à l'époque.
Mais c'est Haunted Heart and Other Ballads (Hatology, 2001), enregistré avec son trio régulier constitué de Drew Gress à la contrebasse et de Jochen Rueckert à la batterie, qui ouvrent une reconnaissance plus grand public.
Il enregistre également en quartet avec diverses formations, comprenant David Liebman, Michael Brecker, Randy Brecker, John Abercrombie, Drew Gress, Tony Martucci...
À partir de 2005, il enregistre pour le label allemand Pirouet plusieurs disques, en tant que leader ou « sideman ».

## Style
Copland est un exemple de l'école « lyrique » du piano jazz. Sa musique est souvent remarquée pour ses innovations harmoniques. Son jeu de pédale est également remarquable, très sophistiqué : c'est un des rares pianistes à regarder ses pieds en jouant.

## Discographie

### En tant que leader
- Friends (au saxophone)
- 1988 : My Foolish Heart avec John Abercrombie, Gary Peacock, Jeff Hirshfield (Jazz City)
- 1992 : All Blues At Night avec Tim Hagans, Peacock, Bill Stewart (Jazz City)
- 1992 : At Night avec Gary Peacock et Billy Hart (Sunnyside)[1]
- 1995 : Paradiso avec Gary Peacock et Billy Hart (Soul Note)
- 1995 : Stompin’ with Savoy avec Randy Brecker, Bob Berg, James Genus, Dennis Chambers (Savoy)
- 1988 : Second Look avec John Abercrombie, Drew Gress, Billy Hart (Savoy)
- 1997 : Softly avec Michael Brecker, Tim Hagans, Joe Lovano, Gary Peacock, Bill Stewart (Savoy)
- 2000 : That's for Sure avec John Abercrombie et Kenny Wheeler (Challenge)
- 2001 : Poetic Motion (solo) (Sketch)
  - Haunted Heart and Other Ballads avec Drew Gress et Jochen Rueckert (Hatology)
  - Lunar avec Dave Liebman, Mike McGuirk, Tony Martucci (Hatology)
- 2003 : Brand New avec John Abercrombie et Kenny Wheeler (Challenge)
  - And… avec Michael Brecker, John Abercrombie, Drew Gress, Jochen Rueckert (Hatology)[2]
- 2005 : Some Love Songs avec Drew Gress, Jochen Rueckert (Pirouet)
- 2006 : Modinha—NY Trios Vol. 1 avec Gary Peacock et Bill Stewart (Nagel Heyer)
  - Both avec Randy Brecker, Ed Howard, Victor Lewis (And—Nagel Heyer)[2]
- 2007 : Voices—NY Trios Vol. 2 avec Gary Peacock et Paul Motian (Pirouet)
- 2008 : Another Place avec John Abercrombie, Drew Gress, Billy Hart (Pirouet)
  - Night Whispers-NY Trios Vol. 3 avec Drew Gress et Bill Stewart (Pirouet)
- 2010 : Alone solo (Pirouet)
- 2011 : Crosstalk avec Greg Osby, Doug Weiss et Victor Lewis (Pirouet)
- 2013 : Some more love songs trio avec Drew Gress, Jochen Rueckert (Pirouet)
- 2015 : Zenith quartet avec Ralph Alessi, Drew Gress, Joey Baron (Pirouet)[3]
- 2017 : Better By Far (InnerVoiceJazz)[4]
- 2017 : Nightfall  (InnerVoiceJazz)[5]
- 2018 : Gary ((Illusions)[6]
- 2019 : And I Love Her (Illusions Mirage)[7]
- 2020 : Quint5t (InnerVoiceJazz)[8] avec Randy Brecker Drew Gress Joey Baron David Liebman
- 2020 : John (Illusions Mirage)[9],[10]

### En tant que coleader
Avec Ralph Towner
- 1994 : Songs Without End (Jazz City Spirit)

Avec Tim Hagans
- 2000 : Between the Lines (Steeplechase)

Avec Vic Juris
- 2001 : Double Play (Steeplechase)

Avec David Liebman
- 2002 : Bookends (Hatology)

Avec Greg Osby
- 2003 : Round and Round[11] (Nagel Heyer)
- 2004 : Night Call[12] (Nagel Heyer)

Avec Gary Peacock
- 2004 : What it Says (Sketch)
- 2009 : Insight (Pirouet)

Avec Bill Carrothers
- 2005 : No Choice (Minium)

Avec John Abercrombie
- 2013 : Speak to me (Pirouet)

### En tant que sideman
- 2011 : Reflets, Michel El Malem
- 2013 : 39 Steps, John Abercrombie quartet (ECM)
- 2015 : Now This, Gary Peacock trio (ECM)